# Nola formosana
Nola formosana är en fjärils som beskrevs av Alfred Ernest Wileman och Reginald James West 1929. art
Nola formosana ingår i släktet Nola och familjen trågspinnare. Inga underarter finns listade i Catalogue of Life.